# Eddy Christiani Award
De Eddy Christiani Award was een gitaristenprijs die jaarlijks in Vlissingen werd uitgereikt aan een gitarist die (inter)nationaal zijn sporen heeft verdiend. De prijs is ontworpen door de beeldend kunstenaars Bentall en Bommeljé en vernoemd naar de gitarist Eddy Christiani.

## Opzet
In 2006 besloot het provinciale popplatform Poppunt Zeeland, op initiatief van de toenmalige consulent popmuziek Cor de Jonge, een prijs in het leven te roepen, vernoemd naar de legendarische zanger en gitarist Eddy Christiani. De prijs wordt jaarlijks toegekend aan een (inter)nationaal bekend gitarist die net als Christiani een inspirerende bijdrage heeft geleverd aan de ontwikkeling van de elektrische gitaarmuziek. Eddy Christiani was in 1939 de allereerste gitarist in Europa met een elektrische gitaar. 
Tot en met 2010 reikte Christiani zelf de prijs uit. Steve Lukather die in 2010 voor de award speciaal overvloog uit Los Angeles gaf de award een internationale uitstraling. In 2011 moest de 93-jarige naamgever voor het eerst verstek laten gaan. Dat jaar werd de prijs uitgereikt door Ad Vandenberg. In 2012 stond de prijsuitreiking onder leiding van Leo Blokhuis.
In mei 2013 werd de organisatie van de gitaarprijs overgenomen door een landelijke stichting en gaat verder onder de naam European Electric Guitar Award.

## Winnaars

### Eddy Christiani Award
| jaar | prijswinnaar     | gitarist in band (van)                                         |
| ---- | ---------------- | -------------------------------------------------------------- |
| 2006 | Leendert Haaksma | zangeres Anouk Teeuwe                                          |
| 2007 | Dany Lademacher  | Herman Brood and his Wild Romance                              |
| 2008 | Ad Vandenberg    | Vandenberg · Whitesnake                                        |
| 2009 | Jan Akkerman     | Focus · Johnny and his Cellar Rockers · The Hunters · Brainbox |
| 2010 | Steve Lukather   | Toto                                                           |
| 2011 | Brian May        | Queen                                                          |
| 2012 | George Kooymans  | Golden Earring                                                 |

### Sena Performers European Guitar Award
| jaar | prijswinnaar  | gitarist in band (van)                                       |
| ---- | ------------- | ------------------------------------------------------------ |
| 2014 | Slash         | Guns 'n' Roses en Velvet Revolver                            |
| 2015 | Walter Trout  | John Mayall's Bluesbreakers en Walter Trout and The Radicals |
| 2016 | Steve Vai     | Whitesnake en Alcatrazz                                      |
| 2017 | Joe Bonamassa |                                                              |
| 2018 | Joe Satriani  | Chickenfoot                                                  |
| 2019 | John Petrucci | Dream Theater                                                |